# Г-7
Групата на седемте, съкратено Г-7 (на френски: Groupe des sept; на английски: Group of Seven) е група от 7 икономически развити страни – Великобритания, Германия (Западна Германия до 1991 г.), Италия, Канада, САЩ, Франция, Япония, които към 2019 г. заедно произвеждат около 40% от БВП  и имат около 10% от населението в света. Към 2022 г. делът на Г-7 в глобалния БВП е 27% , като в последните 10 години (2012 – 2022) растежът му формира 14,5% от глобалното нарастване на БВП.
Създадена е от Франция през 1975 г. като Г-6. През 1976 година се присъединява Канада и името се променя на Г-7. През 1997 г. групата става Г-8, като е включена Русия, която е изключена заради кризата в Крим през 2014 г. Европейският съюз също има представител от 1977 г.
Срещите на Г-7 са между правителствените ръководители на държавите участнички, както и между министри – например финансовите министри на държавите се срещат по 4 пъти на година, и председателите на централните банки.

## История
Концепцията за подобен форум на ръководителите най-развитите икономики възниква след нефтената криза от 1973 г. Серия от срещи се провеждат в библиотеката на Белия дом във Вашингтон между лидери на САЩ, Великобритания, Западна Германия, Япония и Франция през 1974 г. Година по-късно френският президент кани лидерите на страните от срещата във Вашингтон, заедно с Италия, като се договарят да се провеждат годишни срещи на ротационен принцип. Председателят на Европейската комисия също присъства на всички срещи от 1977 година насам, когато е поканен за първи път от Великобритания.
Напоследък Франция и Великобритания изявяват желание за разширяване на групата, като към нея се присъединят 5 развиващи се страни: Бразилия, Китайска народна република, Индия, Мексико и Република Южна Африка. Всички те са присъствали като гости на предишни срещи, понякога наричани Г8+5. На 25 септември 2009 г., на своя среща на върха, Г-20 обявява, че поради растящото им влияние ще изместят Г-8 като главен икономически съвет на богатите нации.

## Организация
Г-7 няма административна структура, подобна на международните организации, като ООН или Световната банка. Не съществува постоянен секретариат или офиси за членовете.
Председателството се сменя на 1 януари всяка година. Държавата, която държи председателското място, отговаря за планирането и домакинстването на серия срещи на министрите на страните, както и на срещата на върха в средата на годината. Всяка календарна година домакинството на срещата се променя в определен ред: Франция, Великобритания, Германия, Япония, Италия и Канада. Домакинът е и председател на форума, предлага дневния ред и определя къде и кога ще има срещи на министрите на държавите членки.
Срещите между министрите се провеждат с цел обсъждане на глобални проблеми, като здравеопазване, икономическо и социално развитие, правна система, тероризъм, търговия, енергия, и т.н. През юни 2005 година правните и вътрешните министри, взели участие в Г-8, се договарят да се създаде международна база данни на педофилите, както и информация за тероризма, достъпна в различна степен за различните страни.
През 2007 година Г-8 взима под внимание предложението на Европейския съюз за инициатива за енергийна ефективност. Договарят се заедно с Международната агенция по енергетика да изследват най-ефективните начини за намаляване на разходите на енергия. Година по-късно, на 8 юни 2008 г., заедно с Китай, Индия, Южна Корея и европейските държави, основават Международното партньорство за сътрудничество по енергийната ефективност.
Ежегодната среща на върха на лидерите на Г-7 се провежда в средата на всяка година и продължава 3 дни. Нейната цел е да се обсъждат въпроси от световно значение. Всяка среща на върха на Г-7 е международно събитие, което е наблюдавано и обсъждано в медиите, но често обсъжданите въпроси остават неясни за широката публика. Страната-домакин отговаря за организирането на срещите и за достъпа на медиите.

## Данни за групата
Всички страни от Г-7 са сред 15-те държави с най-голяма външна търговия. САЩ, Германия, Италия, Франция и Япония са сред 10-те страни с най-големи резерви на злато. Всички страни са и сред 10-те най-добре развити икономики в света.
САЩ са на 2-ро място по добив на нефт, а Канада е на 2-ро място по запаси. 6 от страните, без Италия, са сред 9-те най-големи ядрени сили в света.
| 2008 – 2016*   | Население | Население | БВП        | БВП   |
|                | Млн.      | %         | Млрд. щ.д. | %     |
| Свят           | 7152,0    | 100,0     | 75270      | 100,0 |
| САЩ            | 317,7     | 4,44      | 18560      | 24,6  |
| Япония         | 127,1     | 1,78      | 4730       | 6,3   |
| Германия       | 80,7      | 1,13      | 3495       | 4,6   |
| Великобритания | 63,7      | 0,89      | 2650       | 3,5   |
| Франция        | 65,8      | 0,92      | 2488       | 3,3   |
| Италия         | 60,0      | 0,84      | 1852       | 2,5   |
| Канада         | 35,3      | 0,49      | 1532       | 2,0   |
| Г-7 общо       | 750,3     | 10,5      | 35307      | 46,9  |

- Данните за населението са за 2008, а за БВП – за 2016 г.

## Критика
Както всички срещи на високо ниво, така и срещите на Г-7 са обект на много улични демонстрации и бунтове. Г-7 са критикувани за глобални проблеми като:
- бедността в Африка – заради търговската им политика,
- глобалното затопляне – заради емисиите на вредни газове, за които не предприемат действия,
- проблема с ХИВ/СПИН – заради политиката им относно медицинските патенти, и други.

Най-големите улични прояви срещу Г-7 се състоят по време на 31-вата среща в Единбург, където се събират над 225 000 души. Самоубийствените взривове в Лондонското метро на 7 юли 2005 година са били планирани да съвпадат със срещата.
Групата е критикувана и за това, че не приема нови членове, като например Китай, чиято икономика вече надминава всички, освен САЩ.

## Участници
Държави от Г-7
- Великобритания (министър-председатели): Харолд Уилсън (1976), Джеймс Калахан (1976 – 1979), Маргарет Тачър (1979 – 1990), Джон Мейджър (1990 – 1997), Тони Блеър (1997 – 2007), Гордън Браун (2007 – 2010), Дейвид Камерън (2010-2016), Тереза Мей (2016 – 2019), Борис Джонсън (2019 – 2022), Лиз Тръс (2022 – 2022), Риши Сунак (2022 – 2024), Киър Стармър (2024 – )
- Германия (федерални канцлери): Хелмут Шмит (1982), Хелмут Кол (1982 – 1998), Герхард Шрьодер (1998 – 2005), Ангела Меркел (2005-2021), Олаф Шолц (2021 – 2025), Фридрих Мерц (2025 – )
- Италия (министър-председатели): Алдо Моро (1976), Джулио Андреоти (1976 – 1979), Франческо Косига (1979 – 1980), Арналдо Форлани (1980 – 1981), Джовани Спадолини (1981 – 1982), Аминторе Фанфани (1982 – 1983), Бетино Кракси (1983 – 1987), Аминторе Фанфани (1987), Джованни Гориа (1987 – 1988), Чириако де Мита (1988 – 1989), Джулио Андреоти (1989 – 1992), Джулиано Амато (1992 – 1993), Карло Адзелио Чампи (1993 – 1994), Силвио Берлускони (1994 – 1995), Ламберто Дини (1995 – 1996), Романо Проди (1996 – 1998), Масимо д’Алема (1998 – 2000), Джулиано Амато (2000 – 2001), Силвио Берлускони (2001 – 2006), Романо Проди (2006 – 2008), Силвио Берлускони (2008 – 2011), Марио Монти (2012), Енрико Лета (2013), Паоло Джентилони (2016 – 2018), Джузепе Конте (2018 – 2021), Марио Драги (2021 – 2022), Джорджа Мелони (2022 – )
- Канада (министър-председатели): Пиер Елиът Трюдо (1979), Джо Кларк (1979 – 1980), Пиер Елиът Трюдо (1980 – 1984), Джон Тьорнер (1984), Браян Молруни (1984 – 1993), Ким Кембъл (1993), Жан Кретиен (1993 – 2003), Пол Мартин (2003 – 2006), Стивън Харпър (2006), Джъстин Трюдо (2015)
- Русия (президенти): Борис Елцин (1999), Владимир Путин (1999 – 2008), Дмитрий Медведев (2008 – 2012), Владимир Путин (2013)
- САЩ (президенти): Джералд Форд (1977), Джими Картър (1977 – 1981), Роналд Рейгън (1981 – 1989), Джордж Буш (1989 – 1993), Бил Клинтън (1993 – 2001), Джордж Буш (2001 – 2009), Барак Обама (2009), Доналд Тръмп (2017 – 2021), Джо Байдън (2021 – 2025),  Доналд Тръмп (2025 – )
- Франция (президенти): Валери Жискар д'Естен (1981), Франсоа Митеран (1981 – 1995), Жак Ширак (1995 – 2007), Никола Саркози (2007 – 2011), Франсоа Оланд (2012 – 2017), Еманюел Макрон (2017 – )
- Япония (министър-председатели): Такео Мики (1976), Такео Фукуда (1976 – 1978), Масайоси Охира (1978 – 1980), Дзенко Судзуки (1980 – 1982), Ясухиро Накасоне (1982 – 1987), Нобору Такесита (1987 – 1989), Соуке Уно (1989), Тосики Кайфу (1989 – 1991), Киити Миядзава (1991 – 1993), Морихиро Хосокава (1993 – 1994), Цутому Хата (1994), Томиичи Мураяма (1994 – 1996), Рютаро Хасимото (1996 – 1998), Кейдзо Обути (1998 – 2000), Йосиро Мори (2000 – 2001), Дзюнъитиро Коидзуми (2001 – 2006), Ясуо Фукуда (2007 – 2008), Таро Асо (2008 – 2009), Юкио Хатояма (2009 – 2010), Наото Кан (2010 – 2011), Йошихико Нода (2012), Шиндзо Абе (2012 – 2020), Йошихиде Суга (2020 – 2021), Фумио Кишида (2021 – )

Европейски съюз
- председатели на Европейската комисия: Рой Дженкинс (1977 – 1981), Гастон Торн (1981 – 1985), Жак Делор (1985 – 1995), Жак Сантер (1995 – 1999), Романо Проди (1999 – 2004), Жозе Мануел Барозо (2004 – 2014), Жан-Клод Юнкер (2014 – 2019), Урсула фон дер Лайен (2019  – )
- председатели на Съвета на ЕС: 2003 – Хосе Мария Аснар (Испания), Силвио Берлускони (Италия); 2004 – Бърти Ахърн (Ирландия), Ян Петер Балкененде (Нидерландия); 2005 – Жан-Клод Юнкер (Люксембург), Тони Блеър (Великобритания); 2006 – Волфганг Шюсел (Австрия), Матти Ванханен (Финландия); 2007 – Ангела Меркел (Германия), Жозе Сократеш (Португалия); 2008 – Янез Янша (Словения), Никола Саркози (Франция); 2009 – Мирек Тополанек и Ян Фишер, Фредрик Райнфелд (Швеция), 2010 – Мигел Анхел Моратинос (Испания), Стивън Ванаскер (Белгия), 2011 – Унгария, Полша, 2012 – Николай Вамен (Дания), Ерато Козаку-Маркулис (Кипър), 2013 – Еамон Жилмор (Ирландия), Линас Антанас Линкявичюс(Литва), 2014 – Евангелос Венизелос (Гърция), Федерика Могерини и Паоло Джентилони (Италия), 2015 – Едгар Ринкевич (Латвия), Жан Аселборн (Люксембург), 2016 – Берт Коендерс (Нидерландия), Мирослав Лайчак (Словакия), 2017 – Жорж Вела (Малта), Свен Миксер (Естония), 2018 – България, Австрия, 2019 – Румъния, Финландия, 2020 – Хърватия, Германия, 2021 – Португалия, Словения, 2022 – Франция, Чехия, 2023 – Швеция, Испания, 2024 – Белгия, Унгария, 2025 – Полша, Дания, 2026 – Кипър, Ирландия, 2027 – Литва, Гърция, 2028 – Италия, Латвия, 2029 – Люксембург, Нидерландия, 2030 – Словакия, Малта;
- председатели на Европейския съвет: Херман Ван Ромпой (2010 – 2014), Доналд Туск (2014 – 2019), Шарл Мишел (2019 – 2024), Антониу Коща (2024 – )

Канени участници
Китай, Индия, Бразилия, Мексико, РЮА, ООН

## Срещи на върха
| номер | дата                          | домакин        | място                                          | уебсайт                                                                                 |
| ----- | ----------------------------- | -------------- | ---------------------------------------------- | --------------------------------------------------------------------------------------- |
| 1-ва  | 1975, 15 ноември – 17 ноември | Франция        | Рамбуйе                                        |                                                                                         |
| 2-ра  | 1976, 27 юни – 28 юни         | САЩ            | Сан Хуан, Пуерто Рико                          |                                                                                         |
| 3-та  | 1977, 7 май – 8 май           | Великобритания | Лондон, Англия                                 |                                                                                         |
| 4-та  | 1978, 16 юли – 17 юли         | З. Германия    | Бон                                            |                                                                                         |
| 5-а   | 1979, 28 юни – 29 юни         | Япония         | Токио                                          |                                                                                         |
| 6-а   | 1980, 22 юни – 23 юни         | Италия         | Венеция                                        |                                                                                         |
| 7-а   | 1981, 20 юли – 21 юли         | Канада         | Монтебело, Отава, Онтарио                      |                                                                                         |
| 8-а   | 1982, 4 юни – 6 юни           | Франция        | Версай                                         |                                                                                         |
| 9-а   | 1983, 28 май – 30 май         | САЩ            | Уилямсбърг, Вирджиния                          |                                                                                         |
| 10-а  | 1984, 7 юни – 9 юни           | Великобритания | Лондон, Англия                                 |                                                                                         |
| 11-а  | 1985, 2 май – 4 май           | З. Германия    | Бон                                            |                                                                                         |
| 12-а  | 1986, 4 май – 6 май           | Япония         | Токио                                          |                                                                                         |
| 13-а  | 1987, 8 юни – 10 юни          | Италия         | Венеция                                        |                                                                                         |
| 14-а  | 1988, 19 юни – 21 юни         | Канада         | Торонто, Онтарио                               |                                                                                         |
| 15-а  | 1989, 14 юли – 16 юли         | Франция        | Париж                                          |                                                                                         |
| 16-а  | 1990, 9 юли – 11 юли          | САЩ            | Хюстън, Тексас                                 |                                                                                         |
| 17-а  | 1991, 15 юли – 17 юли         | Великобритания | Лондон, Англия                                 |                                                                                         |
| 18-а  | 1992, 6 юли – 8 юли           | Германия       | Мюнхен, Байерн                                 |                                                                                         |
| 19-а  | 1993, 7 юли – 9 юли           | Япония         | Токио                                          |                                                                                         |
| 20-а  | 1994, 8 юли – 10 юли          | Италия         | Неапол                                         |                                                                                         |
| 21-ва | 1995, 15 юни – 17 юни         | Канада         | Халифакс, Нова Скотия                          |                                                                                         |
| –     | 1996, 19 април – 20 април     | Русия          | Москва (специална среща, ядрена сигурност)     |                                                                                         |
| 22-ра | 1996, 27 юни – 29 юни         | Франция        | Лион                                           |                                                                                         |
| 23-та | 1997, 20 юни – 22 юни         | САЩ            | Денвър, Колорадо                               |                                                                                         |
| 24-та | 1998, 15 май – 17 май         | Великобритания | Бирмингам, Англия (първа редовна среща на Г-8) |                                                                                         |
| 25-а  | 1999, 18 юни – 20 юни         | Германия       | Кьолн, Северен Рейн-Вестфалия                  |                                                                                         |
| 26-а  | 2000, 21 юли – 23 юли         | Япония         | Окинава                                        |                                                                                         |
| 27-а  | 2001, 20 юли – 22 юли         | Италия         | Генуа                                          |                                                                                         |
| 28-а  | 2002, 26 юни – 27 юни         | Канада         | Кананаскис, Албърта                            | www.g8.gc.ca Архив на оригинала от 2006-11-18 в Wayback Machine.                        |
| 29-а  | 2003, 2 юни – 3 юни           | Франция        | Евиан                                          | www.g8.fr Архив на оригинала от 2011-04-07 в Wayback Machine.                           |
| 30-а  | 2004, 8 юни – 10 юни          | САЩ            | Сий Айлънд, Джорджия                           | g8usa.gov Архив на оригинала от 2005-04-26 в Wayback Machine.                           |
| 31-ва | 2005, 6 юли – 8 юли           | Великобритания | Хотел Гленийгълс, Пъртшир, Шотландия           | www.perthshireg8.com                                                                    |
| 32-ра | 2006, 15 юли – 17 юли         | Русия          | Стрелна, Санкт Петербург                       | g8russia.ru Архив на оригинала от 2006-10-25 в Wayback Machine.                         |
| 33-та | 2007, 6 юни – 8 юни           | Германия       | Хайлигендам, Мекленбург-Предна Померания       | www.g-8.de                                                                              |
| 34-та | 2008, 7 юли – 9 юли           | Япония         | Тояко, Хокайдо                                 | www.g8summit.go.jp Архив на оригинала от 2008-05-12 в Wayback Machine.                  |
| 35-а  | 2009, 8 юли – 9 юли           | Италия         | Ла Мадалена                                    | www.g7.utoronto.ca                                                                      |
| 36-а  | 2010, 25 юни – 26 юни         | Канада         | Хънтсвил, Онтарио                              | www.nationalpost.com                                                                    |
| 37-а  | 2011, 26 май – 27 май         | Франция        | Довил                                          | www.g20-g8.com Архив на оригинала от 2011-05-22 в Wayback Machine.                      |
| 38-а  | 2012, 18 май – 19 май         | САЩ            | Кемп Дейвид                                    | www.state.gov                                                                           |
| 39-а  | 2013, 17 юни – 18 юни         | Великобритания | Лох Ърн, Фърмана                               | www.gov.uk                                                                              |
| 40-а  | 2014, 4 юни – 5 юни           | ЕС             | Брюксел, Белгия                                |                                                                                         |
| 41-ва | 2015, 4 юни – 5 юни           | Германия       | Замък Елмау, Бавария                           |                                                                                         |
| 42-ра | 2016, 26 – 27 май             | Япония         | Шима, префектура Мие                           |                                                                                         |
| 43-та | 2017, 26 – 27 май             | Италия         | Таормина, Сицилия                              |                                                                                         |
| 44-та | 2018, 8 – 9 юни               | Канада         | Ла Малбе, Квебек                               |                                                                                         |
| 45-а  | 2019, 24 – 26 август          | Франция        | Биариц, департамент Пирене Атлантик            |                                                                                         |
| 46-а  | отменена                      |                |                                                | Срещата е трябвало да се проведе в щата Мериленд, САЩ, но е отменена заради пандемията. |
| 47-а  | 2021, 11 – 13 юни             | Великобритания | Карбис Бей, Корнуол                            |                                                                                         |
| 48-а  | 2022, 26 – 28 юни             | Германия       | Замък Елмау, Бавария                           |                                                                                         |
| 49-а  | 2023, 19 – 21 май             | Япония         | Хирошима                                       |                                                                                         |